# Germán P. Sánchez
Germán Pedro Sánchez (Corrientes, 19 de agosto de 1923 - Buenos Aires, 11 de septiembre de 2005) fue un agrimensor, político, profesor y diplomático argentino.

## Reseña biográfica
Descendiente de antiguas familias correntinas, era hijo del contralmirante Cesar T. Sánchez Ruiz, nieto de Pedro T. Sánchez exdiputado y Gobernador de la Provincia de Corrientes, sobrino nieto de Antonio Ruiz exgobernador de Corrientes, sobrino de Blas Benjamín de la Vega, exgobernador de Corrientes, y tataranieto de Dolores Vedoya de Molina, una de las Patricias Argentinas, y tataranieta de Manuel Cabral de Melo y Alpoin.
Realizó sus estudios primarios en Escuela Argentina Modelo de Buenos Aires, luego se trasladó a su ciudad natal donde curso el bachillerato en el Colegio Nacional Gral. San Martín de Corrientes, siguió sus estudios en la Universidad Nacional de La Plata, Facultad de Ciencias Exactas, Físicas y Naturales, donde se recibió de Agrimensor. En esos años se desempeña desde 1947 como Secretario de la Liga Argentina de Cultura Laica.
En sus años de estudiante se afilia al partido de la Unión Cívica Radical y participa activamente en contra del gobierne de Perón, junto a su tío el Coronel José Francisco Suárez participa en una conspiración  que no prospera porque son delatados (lo que se llama los Antecedentes de la Revolución Libertadora) a partir de allí queda en la clandestinidad y continua en su actividad conspiratoria, hasta que es detenido el 7 de mayo de 1953 nuevamente por otra delación, junto a todo su grupo donde se encontraban entre otros, Alberto Romulo Lanusse, Emilio y Marcelo de Alzaga, Escribano Raul Fauzon Sarmiento, Juana Tomkinson de Christorphersen, Vicente Centurión, Adolfo Holmberg, Francisco y Hernan Elizalde, Manuel Norman Bianchi, Luis Pujol, Jorge Firmat Lamas, Hernan Davel, Elena Carazza de Lobbato, María Teresa González y Leonor Federico de Allippi, Donde tomara contactos con diversos jefes de la Armada,es trasladado a la cárcel de Las Heras.
Un año después, es puesto en libertad cuando el entonces Presidente Juan Domingo Perón libera a presos políticos en julio de 1954,  denteo de la UCR apoya en la interna a la candidatura de su coprovinciano el Dr. Arturo Frondizi, amigo personal y futuro presidente de Argentina en 1958, por la UCRI Unión Cívica Radical Intransigente
luego que se produjera en 1956 la división del Partido Radical .
Tras la llegada de la dictadura autodenominada Revolución Libertadora, en 1955, se desempeña como asesor del dictador Pedro Eugenio Aramburu y luego es designado de facto Director de Compras del Ministerio del Interior de la República, cargo que desempeña poco tiempo porque en septiembre de 1956 ingresa al Ministerio de Relaciones Exteriores y Culto de La Nación, como Secretario de 2.ª clase, comenzando su carrera diplomática.
En diciembre de 1956, es trasladado a la República de Bolivia y se desempeña como secretario cultural, siendo el organizador y uno de los fundadores del Instituto Cultural Boliviano-Argentino. Cumple funciones transitorios como Cónsul en la ciudad de Cochabamba y Yacuiba. En 1960 se casa en la Ciudad de La Paz, con Bertha Rosa Vargas Tardío.
Trasladado a la Cancillería en 1961, fue designado en el Departamento de América del Sur, siendo el funcionario de enlace entre la Secretaria Técnica de la Presidencia de La Nación y el Ministerio de Relaciones Exteriores para los asuntos relativos a las relaciones con Bolivia. Asciende a Secretario de 1.ª Clase. En 1963 se lo nombra Secretario de la Junta Calificadora del Ministerio y Jefe de la División Junta Calificadora.
Asciende a Consejero de 2.ª Clase. de 1964 a 1967 realizó tareas especiales de Supervisión en la Dirección General de Administración.
En 1967, es trasladado a la Embajada en Lisboa, Portugal, donde cumple funciones hasta 1971. Como Encargado de Negocios (ad-ínterin) durante un año y medio. En esa oportunidad y para cumplimentar las disposiciones necesarias para ser ascendido a Ministro Plenipotenciario presentó el trabajo "Portugal y las Naciones Unidas" que fue aprobado por la comisión Adscrita a la Junta Calificadora encargada de estudiar dicha monografía
De regreso a la Cancillería en 1971, fue Jefe de la División Cooperación Cultural en el Departamento de Asuntos Culturales, del cual ejerció la jefatura interinamente en varias oportunidades. Integró varias comisiones de preparación de Convenios Científicos-Culturales en el periodo 1972-1973.[cita requerida]
Trasladado a Lima, Perú, en marzo de 1973, se desempeñó como Encargado de Negocios (a. i.), desde el 26 de mayo de 1973 hasta el 18 de enero de 1974. En este período es miembro de la Delegación Argentina que participó en la Primera Reunión de la Organización de Estados Americanos (O.E.A.), Comisión Especial de estudio del Sistema Interamericano (CEESI) realizada en Lima en junio de 1973 y miembro y 2.º Jefe de la Delegación Argentina anta la III ra. reunión del mismo Organismo (CEESI), realizada en Lima, en noviembre de 1973 (Resolución 329/16-XI-73).
También participó en el primer Seminario Internacional sobre Educación Universitaria (diciembre de 1973). En febrero de 1974 es dejado cesante en sus funciones por su pasado opositor ya que en octubre de 1973 vuelve a asumir Perón la presidencia de la República, hasta su reincorporación en 1977, se dedica a la actividad privada desarrollándose en su profesión de agrimensor así como también siendo vicepresidente de ARBESTOS (empresa que fabricaba cintas de freno y forros de embrague) y Presidente de ESPARSAN (aditivo para combustibles), de las cuales era socio. Es su comienzo como profesor de matemáticas en el Instituto José M. Estrada Archivado el 14 de noviembre de 2016 en Wayback Machine.
En marzo de 1977, durante la dictadura militar conocida como Proceso de Reorganización Nacional ingresa nuevamente al Departamento de Asuntos Culturales. Integra la Comisión Mixta Argentino-Israelí que, entre otros asuntos, redacta el Convenio Cultural entre ambos países.
En noviembre de 1977 es trasladado a la Embajada de Madrid, España es promovido a Ministro Plenipotenciario de 2.ª Clase. se desempeñó como Encargado de Negocios (a. i) entre 1979 y 1980.
En junio de 1980, es trasladado a la Embajada en Lisboa, Portugal, en donde se desempeña como Encargado de Negocios (a. i), en varias oportunidades. en 1982 es ascendido a Ministro Plenipotenciario de la 1.ª Clase.
De regreso a la Cancillería en 1984, es designado subdirector de la Dirección de Asia y Oceanía. El 29 de septiembre de 1984, el senado de la Nación, le prestó el acuerdo como ministro Plenipotenciario de la 1.ª Clase, ratificado por decreto Nro 3350-M342 (11-X-1984).
En diciembre de 1987, es trasladado al Paraguay, como Cónsul General en Asunción, cumple en este consulado General, además de las tareas específicas, la destacada función de Presidente de cuatro comités de fronteras (Clorinda- Colonia Falcon, y Formosa-Alberdi, en Formosa, Pilar-Pto Bermejo en Chaco e Itati-Ita Cora en Corrientes), de gran importancia para una eficaz integración regional entre las Repúblicas del Paraguay y Argentina, a través de las tres provincias limítrofes.
El 8 de mayo de 1989 fue designado por unanimidad de su comité ejecutivo y precedido por su fundador el Dr. Carlos Manuel Muñiz, Miembro Consultor del Consejo Argentino para las Relaciones Internacionales(CARI).
A fines de 1989 se retira de la actividad diplomática y vuelve definitivamente a Buenos Aires.
Fallece en Buenos Aires el 11 de septiembre de 2005. Sus restos descansan en el panteón familiar del cementerio San Juan Bautista de la Ciudad de Corrientes.

## Condecoraciones
- Orden del Cóndor de los Andes Bolivia - en el grado de Oficial (1961)
- Orden Militar de Cristo Portugal - en el grado de Comendador (1971)
- Orden del Mérito Civil España - Comendador de Número (1980)

## Distinciones
- Miembro Honorario del Instituto Español Sanmartinano[cita requerida]
- Miembro Honorario del Instituto Boliviano-Argentino, La Paz, Bolivia
- Miembro Honorario del Instituto Peruano-Argentino, Lima, Perú
- Miembro de la Sociedad de Lengua Portuguesa hasta 1984, Lisboa, Portugal[cita requerida]